# Kinmen
Kinmen, även känt som Quemoy eller Jinmen (pinyin), är en grupp öar i Taiwansundet strax utanför den kinesiska staden Xiamen, och som administreras av Republiken Kinas regering på  Taiwan.
Kinmen är samtidigt ett av Taiwans härader, och omfattar huvudön Kinmen samt några mindre öar. Häradets totala yta uppgår till 151,66 km² och befolkningen var 103 883 invånare i slutet av 2011. Av dessa bodde 93 804 invånare på huvudön, på en yta av 134,45 km².
Folkrepubliken Kina gör anspråk på öarna  som delar av Quanzhous och Putians städer på prefekturnivå i Fujian.

## Historia

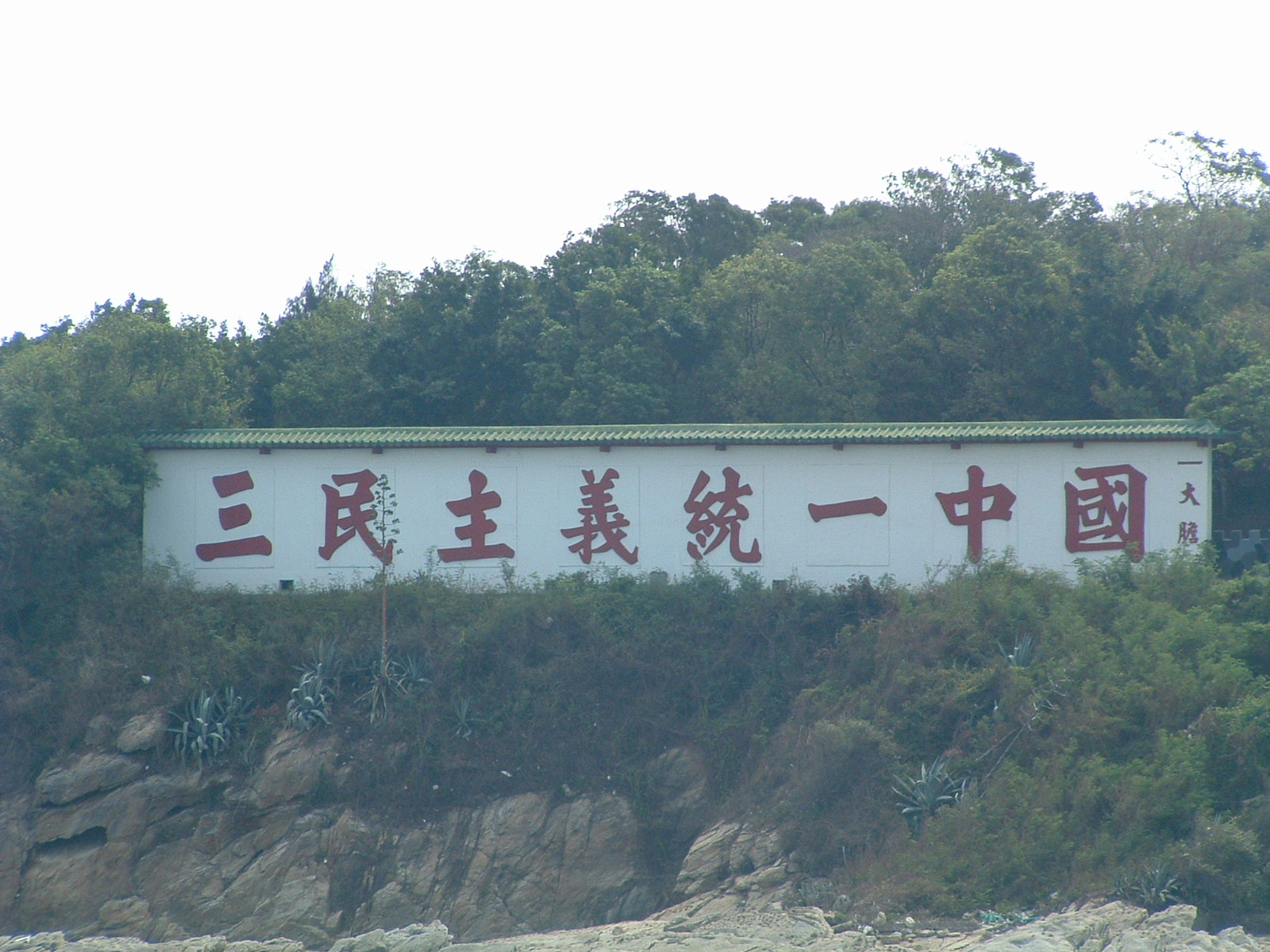
En slogan på Kinmen som är synlig från det kinesiska fastlandet: "De tre folkprinciperna skall ena Kina!"

Under större delen av dess historia har Kinmen lytt under Tong'an härad i prefekturen Quanzhou på fastlandet. Under Mingdynastin byggdes ett fort på ön som kallades "den Gyllene porten" på grund av sitt läge, vilket gav ön dess kinesiska namn. I slutet av 1600-talet använde Minglojalisten Koxinga ön Kinmen som en bas för sitt motstånd mot Qingdynastin innan han flydde över till ön Taiwan.
När den intilliggande ön Xiamen öppnades för utländsk handel i mitten av 1800-talet knöts Kinmens befolkning till det internationella nätverk av utlandskineser och många öbor emigrerade till Sydostasien.
Under andra kinesisk-japanska kriget var ön under japansk ockupation.
I oktober 1949 blev Kinmen skådeplats för en av slutstriderna i det kinesiska inbördeskriget, då nationalisterna besegrade kommunisternas armé i slaget om Guningtou. Utfallet ledde till att Kinmen förblev under nationalistisk kontroll och isolerades från det kinesiska fastlandet, vilket drabbade den lokala ekonomin hårt. 
På grund av sin strategiska position befästes ön och fick en stor garnison soldater från Republiken Kinas armé, vars antal uppgick till mer än 100 000.
Under det Kalla kriget utsattes Kinmen för en rad bombardemang från fastlandet. Det allvarligaste angreppet började den 23 augusti 1958, då kommunisterna avfyrade 475 000 granater under 44 dagar, vilket utlöste den andra krisen i Taiwansundet. Krisen bedarrade efter intervention från supermakterna, men öarna utsattes för regelbundna bombardemang under de följande tjugo åren.
När Chiang Ching-kuo hävde undantagstillståndet på Kinmen 1992, fem år efter övriga Taiwan, genomgick ön ett ekonomiskt återuppvaknande på grund av sina starka band till fastlandet. Efter det att Taiwan och Folkrepubliken Kina upprättade direkt handel 2008 har Kinmen blivit en viktig knutpunkt för handeln över Taiwansundet.

## Administrativ indelning

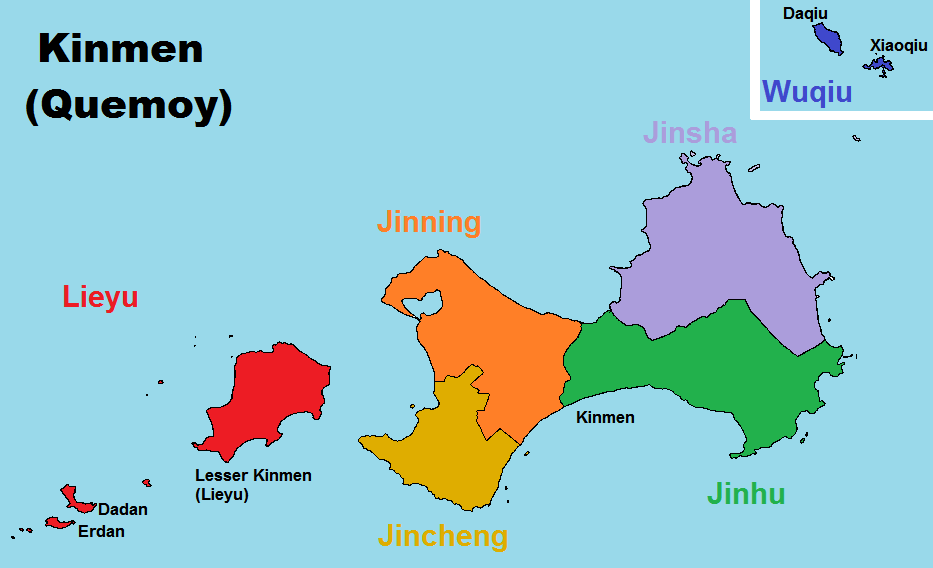
Kinmens distrikt.

Häradet Kinmen är indelat i sex distrikt.
- Jincheng
- Jinhu
- Jinning
- Jinsha
- Lieyu
- Wuqiu

Huvudön utgörs av de fyra distrikten Jincheng, Jinhu, Jinning och Jinsha. De återstående två distrikten utgörs av mindre öar.